# Дэвидсон, Кэролин
Кэролин Дэвидсон — графический дизайнер, больше известна как создатель логотипа «свуш» для Nike.

## Карьера дизайнером
Дэвидсон начинала с журналистики, но позже переключилась на графический дизайн, как она говорила после прохождения курса «чтобы заполнить пустой факультатив». В 1971 году она получила степень бакалавра графического дизайна. Фил Найт, преподававший бухгалтерский учет в университете, где она училась, услышал как Дэвидсон говорила, что не может себе позволить расходные материалы для рисования маслом, и попросил ее сделать кое-какую работу, по созданию плакатов и графиков, которая в дальнейшем была использована компанией Blue Ribbon Sports, Inc. для встречи с японскими партнерами по производству обуви. Успех её работ позволил ей и в дальнейшем разрабатывать плакаты, листовки и рекламные объявления для этой компании.
В том же 1971 году, Найту и его соучредителю нужен был логотип, для новой линейки беговой обуви, которую они собирались представить. Они попросили Дэвидсон разработать лого, который «имел бы хоть какое-то отношение к движению».
Кэролин работала над своими идеями, рисуя на ткани поверх обуви, в итоге, представив Найту 5 разных дизайнов, одним из которых был «свуш», изображение которого намекало на крыло греческой богини Ники, символа победы.
Сроки производства были ограничены и времени на выбор логотипа оставалось совсем мало, так Найт решился на «свуш», отвергнув остальные дизайны Дэвидсон, заявив: «Мне он не нравится, но возможно в будущем я проникнусь им». За свои услуги Дэвидсон заплатили $35, что на 2018 год, за счет инфляции составило бы примерно $217.
Дэвидсон продолжила работать на Blue Ribbon Sports (официальное название Nike до 1978 года), пока потребности компании не начали превышать работу одного человека. В 1976 году, компания впервые обратилась в рекламное агентство John Brown and Partners, в то время как Дэвидсон начала работать над потребностями других клиентов.
В сентябре 1983 года, почти 3 года спустя как компания стала публичной, Найт пригласил Дэвидсон на прием, на котором презентовал золотое кольцо с бриллиантами и гравировкой логотипа, а также конверт, внутри которого было 500 акций компании (по оценкам на 2015 год составляют $1 000 000), которые по состоянию на 2016 год разделились на 32 000 акций.
На такой подарок Дэвидсон сказала: «Это был особый поступок со стороны Фила, потому что он оплатил первоначальный счет, который я выставила».
Дэвидсон продолжают узнавать как «Леди логотипа». В 1995 году Nike преобразовали логотип, удалив слово «Nike», оставив только «свуш», теперь он является логотипом бренда.
Кэролин Дэвидсон вышла на пенсию в 2000 году и иногда работает волонтёром, что включает в себя еженедельные обязанности в домах Роланда МакДональда и центре здоровья Legacy Emanuel в Орегоне.